# Bara knyt, Alfons!
Bara knyt, Alfons! är en barnbok skriven av Gunilla Bergström. Den ingår i serien av böcker som handlar om Alfons Åberg, och utgavs första gången 1988 på Rabén & Sjögren Bokförlag.

## Bokomslag
Bokomslaget visar Alfons Åberg, som står bland garnnystan och knyter en stor rosett.

## Handling
Alfons Åberg är 5 år, och står hemma och knyter prydliga rosetter. Viktor och Milla skall komma och leka, och under gårdagen lärde han sig knyta själv. Alfons pappa är glad att han slipper knyta Alfons ishockeyrör, skor, anoraksnoddar. Han knyter numera skosnöret själv, liksom rosett på paket och Nalles kläder.
Alfons lånar snörrullen, och börjar knyta. Han binder från köksskåpet till kökslådan, garnnystan och maten är klar-bjällran. Pappa måste ta stora steg, kliva över, böja sig under, och når inte soppskedarna i lådan, som nu blivit fastbunden.
Plötsligt plingar bjällran, Viktor och Milla kommer och står på andra sidan dörren, som Alfons inte kan få upp. Hela lägenheten är full av rep, och plötsligt snubblar pappa och tappar skålen med fruktsoppa. Repet till dörren lossnar, och Viktor och Milla kommer in och ser hur Alfons knutit en linbana med lådar åt smådjuren. Alfons, pappa, Viktor och Milla hjälps åt att knyta upp, men smådjurens linbana består, och sedan leker de länge med den.

### Fotnoter
1. ↑  ”Bara knyt, Alfons!”. Worldcat. 26 februari 1988. https://www.worldcat.org/title/bara-knyt-alfons/oclc/470336240&referer=brief_results. Läst 15 januari 2015.